# Pterygoneurum medium
Pterygoneurum medium là một loài Rêu trong họ Pottiaceae. Loài này được (E.S. Salmon) Broth. miêu tả khoa học đầu tiên năm 1902.